# Neopaint
NeoPaint – rastrowy program graficzny na platformę Windows i DOS, obsługujący takie formaty, jak BMP, PCX, ST, GIF, TIFF pod DOS-em i JPEG, GIF, PCX, TIFF, BMP, PNG w systemie Windows.
Stworzony i rozpowszechniany przez NeoSoft Corporation. Dostępny jako shareware pod DOS i wersja 30-dniowa na platformę Windows. W systemie DOS obsługuje paletę 2, 8, 16, 256, i 16 milionów kolorów.